# ウォンカとチョコレート工場のはじまり
『ウォンカとチョコレート工場のはじまり』（原題：Wonka）は、2023年公開のイギリス・アメリカ合衆国のミュージカル・ファンタジー映画。
ロアルド・ダール原作の児童小説『チョコレート工場の秘密』に登場するチョコレート工場の工場主ウィリー・ウォンカの若き日の冒険を描く。
監督であるポール・キングがロアルド・ダールの遺族に許可を得て、制作が決定した完全なオリジナルストーリー。その為、配給こそ同じワーナー・ブラザースであるが、2005年公開の『チャーリーとチョコレート工場』との直接的な繋がりはなく、ウォンカのプロフィールなど設定にも相違点が多い。

## あらすじ
時は1948年。戦後の混迷が各国で尾を引く中、ウィリー・ウォンカは長年の夢を叶えるために、有名な食の町、グルメ・ガレリアにやってきた。着の身着のままでコネもなく、手持ちはたったの12ソブリン。それも初日に使い果たしてしまい、野宿しようとしていたところで、たまたま知り合ったブリーチャーにミセス・スクラビットの宿を紹介されて、「出世払い」で宿泊する。翌日、世界中から集めた材料で作った不思議なチョコレートを街頭で販売し始めるが、大手チョコレート業者のスラグワースら三名に妨害され、売上も警察に徴収されてしまう。その上、「出世払い」の罠にはまって、膨大な借金を作ってしまう。洗濯係として労働を課せられて、町へ出ることもままならなくなったウィリー。しかし、孤児のヌードルや同じ洗濯係の面々の協力を得て、警察の取り締まりから逃れながら、堅調な商売を続けていく。やがて、廃屋同然の物件を借り受けて、ついに自身の店「Wonka」を開業するのだが……

## キャスト
ウィリー・ウォンカ
演 - ティモシー・シャラメ、日本語吹替 - 花村想太（Da-iCE）。
幼少期のウォンカ
演 - コリン・オブライエン、日本語吹替 - Lynn
後にチョコレート工場を開くこととなる若き発明家。 若き日を描いていることもあってか、原作と異なり、明るく社交的な性格。世界中を渡り歩いたため、指切りをして約束するという風習を知っていたり、色々な動物の扱いに手慣れていたりと、知識や経験も豊富。一方で英語は話せるものの読み書きが全く出来なかったり（アルファベットの「A」すら読めない）、今まで誰かが助けてくれていたからと無警戒に他人を信用してしまうような、危なげな一面もある。  子供の頃から手品を得意としており、帽子や上着、スカーフなどから手品のようにチョコレートを取り出して披露する芸達者。また、持っている鞄は小型のチョコレート工場となっており、その場で様々なチョコレートを作ることが出来る。
ヌードル
演 - ケイラ・レーン、日本語吹替 - セントチヒロ・チッチ
ミセス・スクラビットの宿屋兼洗濯屋で働く少女。孤児で、洗濯物と共に捨てられていたところを拾われた。その際に唯一親の形見と思われる「N」と刻印された指輪を持っていたので、「ヌードル」と名付けられた。 他の洗濯係が借金10,000ソブリンなのに対して、養育の恩を含めて借金30,000ソブリンを課せられている。そのため、幼いながら全てを諦めている言動を取るが、ウィリーと出会ってから人生に希望を抱き始める。
ウィリーの母
演 - サリー・ホーキンス、日本語吹替 - 本田貴子
ウィリーの母親。ウィリーと共に船の上で生活していた。本職は不明だがチョコレート職人でもあり、貧乏な中、毎日1個ずつカカオ豆を購入して、息子の誕生日にチョコレートを作ってくれた。ウィリーが若い頃、板チョコレートを一枚残して病没する。
アーサー・スラグワース
演 - パターソン・ジョセフ、日本語吹替 - 岸祐二
大手チョコレート業者で形成されているチョコレート組合のメンバーで、リーダー格。イメージカラーは青色。ウィリーの腕を認めつつ、その存在を危険視し、組合のメンバーと共に悪辣な手段で潰しに掛かる。意思の現れという理由で、握手をするときに相手の手を強く握る癖がある。
プロドノーズ
演 - マット・ルーカス、日本語吹替 - 関智一
チョコレート組合のメンバー。イメージカラーは黄色。言葉を濁さず物をはっきり言う性格で、フィクルグルーバーとの掛け合いが多い。実はカツラを被っており、ウィリーのホバーチョコで浮き上がった際、大衆の面前で落としてしまった。
フィクルグルーバー
演 - マシュー・ベイントン、日本語吹替 - 武内駿輔
チョコレート組合のメンバー。イメージカラーは緑色。外面を気にする気質の持ち主で、身なりに気を遣っている。そのせいか、汚らしい言葉が嫌いで、口にしても耳にしても吐き気を催すことが多々ある。
警察署長
演 - キーガン＝マイケル・キー、日本語吹替 - 長田庄平（チョコレートプラネット）
チョコレート組合と共謀するチョコレート中毒者の警察署長。かなりの甘党で、チョコレート組合から送られる賄賂のチョコレート量と比例するように、物語が進行するにつれて見る見る太っていく。
ジュリアス神父
演 - ローワン・アトキンソン、日本語吹替 - 松尾駿（チョコレートプラネット）
チョコレート組合と共謀するチョコレート中毒者の神父。500人の修道士と共に、教会の地下にあるチョコレート組合の秘密施設を隠し立てしている。
ミセス・スクラビット
演 - オリヴィア・コールマン、日本語吹替 - 松本梨香
宿屋兼洗濯屋を営む女性。無一文のウィリーに「出世払い」という宿泊方法を勧めた後、契約書にある宿賃10,000ソブリンを請求し、洗濯係に陥れる。
ブリーチャー
演 - トム・デイヴィス、日本語吹替 - 石井康嗣
スクラビットと共謀して、ウィリーを罠にはめる悪漢。スクラビットに気があるようだが、相手にされていない。
アバカス・クランチ
演 - ジム・カーター、日本語吹替 - 平林剛
洗濯係の一員。前職は会計士。スラグワースの元で一週間だけ働いていたが、偶然、チョコレート組合の秘密を知ってしまい解雇される。
パイパー・ベンツ
演 - ナターシャ・ロスウェル、日本語吹替 - 斉藤貴美子
洗濯係の一員。前職は配管業者。それ故、町の地理に詳しく、町でウィリーを捕まえようとする警察から、逃走経路を確保してくれる。
ラリー・チャックルワース
演 - リッチ・フルチャー、日本語吹替 - 山本高広
洗濯係の一員。前職はコメディアン。声真似が得意。三人の妻を娶ったいうネタを披露するが、本当は結婚歴は一度だけ。
ロッティー・ベル
演 - ラキー・ザクラル、日本語吹替 - 早見沙織
洗濯係の一員。前職は電話交換手。無口な性格だと思われていたが、単に話す話題がなかったから黙っていただけで、普通に会話できる。
ウンパルンパ
演 - ヒュー・グラント、日本語吹替 - 松平健
ウィリーの元から度々チョコレートを盗む、謎の人物。ウィリーからは、オレンジ色の小人と呼ばれている。緑色の髪の毛で奇抜な容姿であるが、比較的フォーマルな服装で言動も紳士然としている。祖国ルンパランドでは見張り番をしていたが、居眠りをしていた隙にウィリーにカカオの実を盗まれてしまったため、罰として盗まれたカカオの1,000倍分を取り戻すまで追放の身となった。
アファブル巡査
演 - コブナ・ホルドブルック＝スミス、日本語吹替 - 森久保祥太郎
警察署長の部下。ウィリーから罰金や売上を徴収するが、宿賃の1ソブリンだけ見逃す、親切なところもある。
バジル
演 - サイモン・ファーナビー、日本語吹替 - 岩崎ひろし
動物園の守衛。勤め始めて一年目。子供の頃、クラスで席が隣同士だったグウィニーに対し、今でも想いを馳せている。
グウィニー
演 - エリー・ホワイト、日本語吹替 - 新谷真弓
教会地下にあるチョコレート組合秘密施設の守衛。長らく地下から出ていない。格闘技を嗜むからか、動きが機敏。
コリン
演 - フィル・ワン、日本語吹替 - 増子敦貴（GENIC）
求婚した女性に「冒険できる人が好き」と言われ、自信をなくして失恋したばかりの男性。ウィリーの街頭販売における、実質的な最初の客となる。

## 公開

### 日本
当初は2023年12月15日の日米同時公開を予定していたが、同年9月に日本での公開が先行する形で同年12月8日に変更となった。
また、2023年11月には同月から上映されている『映画 すみっコぐらし ツギハギ工場のふしぎなコ』（アスミック・エース配給）とのコラボレーションも行われた。
ソフトレンタル・販売についてはデジタル配信が先行する形で2024年2月9日から一部のビデオ・オン・デマンドサービスにてレンタルと販売が開始された。